# Bidessus rossi
Bidessus rossi är en skalbaggsart som beskrevs av Omer-cooper 1974. Bidessus rossi ingår i släktet Bidessus och familjen dykare. Inga underarter finns listade i Catalogue of Life.